# Alborea (Spagna)
Alborea è un comune spagnolo situato nella comunità autonoma di Castiglia-La Mancia, nella provincia di Albacete. Si trova a 58 km dal capoluogo di provincia. Nel 2017 contava 697 abitanti. 
Dal 2015 è sindaco José Luis Vidal Arocas, del Partido Popular.